# Geneticus
Een geneticus is een bioloog die onderzoek doet naar genetica. Niet te verwarren met een klinisch geneticus, die betrokken is bij de diagnostiek van erfelijke aandoeningen.